# John Carmack

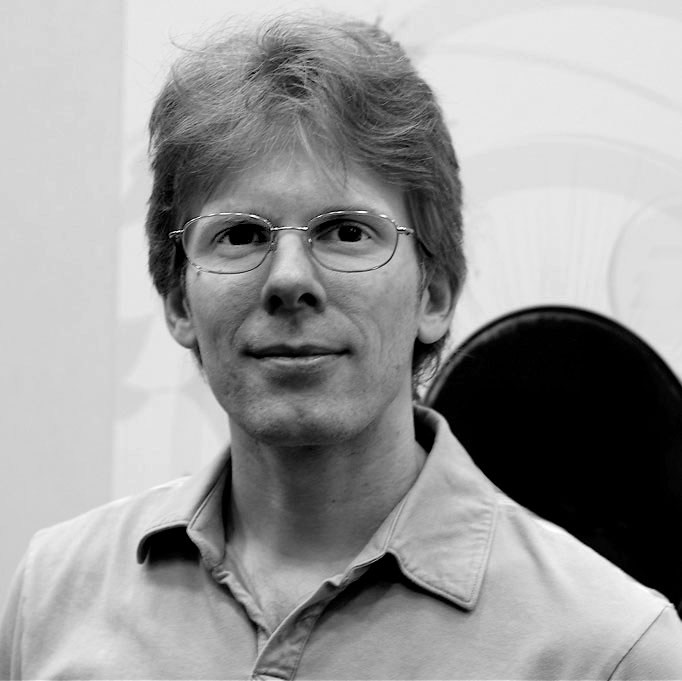
John Carmack på E3 2006

John Carmack (född 20 augusti, 1970) är en amerikansk spelprogrammerare och en av grundarna till företaget id Software. Carmack var huvudprogrammerare för populära datorspel som Wolfenstein 3-D, Doom, Doom II, Quake, Quake II, Quake III Arena, och Doom III. Företaget har sedan starten varit en ledande tillverkare av grafikmotorer för datorspel, vilket har givit John Carmack stort inflytande inom spelbranschen; främst känd för sina innovationer inom 3D-grafik. Han är också en av grundarna till forskningsgruppen Armadillo Aerospace som forskar kring interplanetär framdrift. I augusti 2013 lämnade han id Software för att bli CTO (Chief Technology Officer) vid Oculus VR, utvecklaren bakom virtuell verklighet-produkten Oculus Rift.

## Biografi
Carmack växte upp i Shawnee Mission, Kansas, och blev tidigt intresserad av datorer. Han gick ut från Shawnee Mission East High School med ett GPA på 4,0 (motsvarar i Sverige ett medelbetyg på 20,0 från gymnasiet) och gick sedan på University of Kansas i två terminer, innan han hoppade av för att börja jobba som frilansande programmerare. Softdisk i Shreveport, Louisiana anställde Carmack, och förenade honom med John Romero och andra framtida nyckelmedlemmar av id Software. 1990, fortfarande vid Softdisk, skapade Carmack, Romero och de andra det första Commander Keen-spelet. Det var en spelserie som gavs ut som shareware av Apogee Software från 1991 och framåt. Senare lämnade Carmack Softdisk för att grunda id Software med Romero & co.
John Carmack var även involverad i en incident vid 14 års ålder när han hjälpte ett antal elever att bryta sig in i en skola för att stjäla apple II datorer. Carmack använde en kombination av termit och vaselin för att skapa ett ämne som kunde smälta genom fönsterrutorna på skolan. En av hans medbrottslingar lyckades dock utlösa ett alarm som tog dit polisen. Carmack vart arresterad och skickades till en psykiatrisk utvärdering. I psykologens rapport kan man läsa att han (Carmack) "Inte hade någon emapti för människor" och att han var "en hjärna på två ben". Carmack skickades till ungdomshem i ett år som en följd av händelsen.
Carmacks mest anmärkningsvärda programmeringsbedrifter är inom området FPS-spel. Han programmeringskunskaper var väldigt viktiga för utvecklingen av betydelsefulla spel inom genren: Wolfenstein 3-D, Doom, Quake, och dess nyare versioner (inklusive Doom 3 och övriga spel i Quake-serien). Han har uppfunnit flera datorgrafikrelaterade algoritmer, bland annat "surface caching" och "Carmack's Reverse" (den senare uppfanns dock inte ursprungligen av honom; han upptäckte den på egen hand efter dess ursprungliga upptäckt). Många tror att han var den förste som använde 0x5f3759df som en första gissning för att hitta inversen till ett tals kvadratrot med Newton-Raphson-metoden. Carmacks spelmotorer har licensierats för användning i andra inflytelserika FPS-spel, till exempel Half-Life och Medal of Honor.
Carmack arbetar för att främja delar av öppen källkods-tänkande och "fan feedback" i designen av sina spel. När källkoden till Quake stals och cirkulerade underground i Quake-communityt så användes den av programmeraren Greg Alexander (utan koppling till id Software) för att porta spelet till Linux. Han skickade patcharna till Carmack, som i stället för att låta vidta rättsliga åtgärder använde dem som grunden till en id Software-stödd Linux-port.
Carmack är också känd för sina generösa bidrag till välgörande ändamål och spelcommunities. Mottagare av dessa inkluderar den high school han gick på, främjare av öppen källkod-mjukvara, motståndare till mjukvarupatent, rymdforskning och spelentusiaster. 1997 gav han bort en av sina Ferraris som pris till vinnaren av Quake-turneringen "Red Annihilation", Dennis "Thresh" Fong.
22 mars 2001 blev Carmack den fjärde personen som valdes in i Academy of Interactive Arts and Sciences' Hall of Fame, en hedersbetygelse som ges till personer som gjort revolutionerande och innovativa insatser inom tv- och datorspelsindustrin. Dess förste mottagare var Shigeru Miyamoto.
I februari 2010 tilldelades Carmack utmärkelsen Lifetime Achievement Award på årets Game Developers Choice Awards. Andra som vunnit priset är till exempel Sid Meier och Shigeru Miyamoto.
24 juni 2009 annonserades det att ZeniMax Media hade köpt upp id Software. Efter 22 år vid id Software lämnade Carmack företaget den 22 november 2013 för att bli CTO (Chief Technology Officer) vid Oculus VR och medverka i utvecklandet av den kommande virtuella verklighets-produkten Ocolus Rift. Han var den sista av id Softwares grundare att lämna företaget. Carmack lämnade Oculus, som då döpts om till Meta VR, år 2022 för att istället fokusera på sitt eget nystartade företag Keen Technologies som fokuserar på artificiell intelligens. 
Carmack är mest känd för sina innovationer inom 3D-grafik, men han är också raketentusiast och en av grundarna av Armadillo Aerospace.